# 莫納斯特里謝

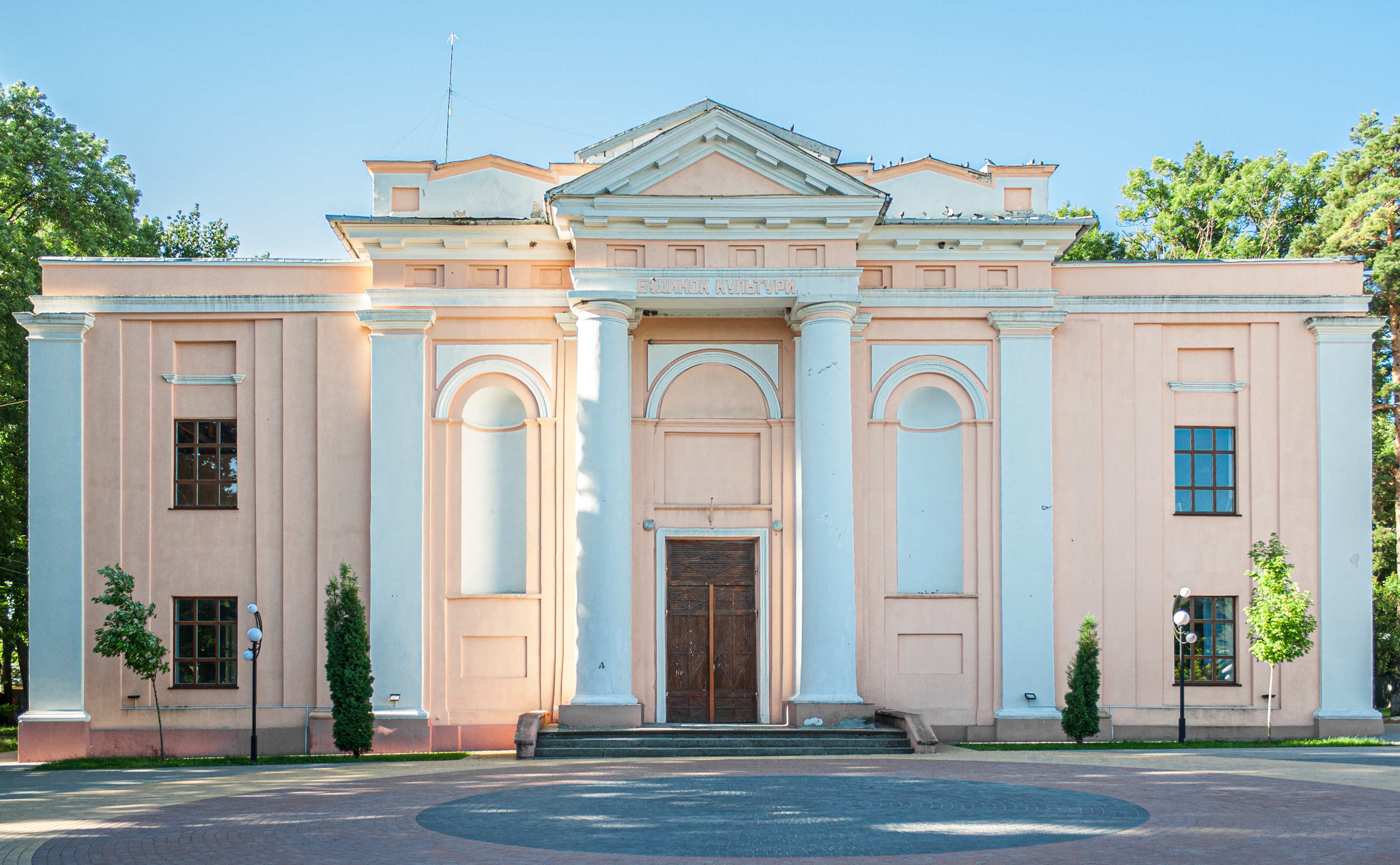
教堂

莫納斯特里謝（羅馬化：Monastyryshche）是烏克蘭中部切爾卡瑟州烏曼區莫纳斯特里谢市镇内的城市及其行政中心。距離州府切爾卡瑟171公里，始建於1055年，面積5.51平方公里，海拔高度242米，2011年人口9,230。
第二次世界大戰期間，納粹德國在1941年7月23日至1944年3月10日佔領該市。